# Sandawe
Sandawe je maleni narod, oko 40,000 duša, nastanjen u središnjoj Tanzaniji u distriktu Kondo, blizu grada Kondoa, iznmeđu rijeka Mponde i Bubu.
Sandawe su maleni ostatak stare rase ljudi srodno narodu San ili Bušmanima, koji se smatraju najstarijim stanovnicima Afrike. Jezično i etnički pripadaju porodici Khoisan. Po zanimanju Sandawe su lovci i sakupljači, ne-agresivni, mnogi su apsorbirani od susjednih tamnoputih naroda ili još češće, poubijani. 
Sandawe se od susjednih plemena razlikuju po svojoj svjetlijoj koži i niskim stasom. Kosa im je kao u Bušmana, oblika zrna papra. Njihov rasni tip odgovara bušmanskom, ili možemo reći i kojsanskom. Ovaj tip ljudi nekada je bio rasprostranjen po velikom dijelu Afrike, a njegovi posljednji ostaci su narodi Bušmani, Hotentoti, Sandawe i Kindiga ili Hadzapi.

## Jezik
Sandawe jezik sa svojim click-glasovima također potvrđuje zajedničko porijeklo svih naroda Khoisan. Karakteristika mu je pucketanje, ovih pucketavih konsonanata ima nekoliko, i ostalim rasama su skoro neizgovorljivi. 

## Akulturacija
Sandawe su maleni narod, nekada su vjerojatno bili znatno rasprostranjeniji, međutim danas nakon pritisaka imigrantskih kušitskih i Bantu grupa, ostali su izolirani i izvan političkog života zemlje. Tanzanija im je oduzela zemlju koja im je služila kao lovište, i prisiljava ih sjedilačkom životu. Sandawe nisu navikli sjedilačkom životu, i njihovo farmersko i stočarsko iskustvo isprva daje katastrofalne rezultate. 
-Suvremeni Sandawe od susjednih muslimanskih naroda preuzeli su muslimansku kapu bez rubova, poznatu kao kofia.

## Običaji
Izvorno lovci i sakupljači koji su se služili kopačicom (prilagođenim štapom za čeprkanje), Sandawe danas imaju metalne motike. U lov na svinju ili slona, još znaju otići, a značajno je i sakupljanje divljeg meda. Nekadašnje pokretne strukture sundu, zamijenili su kućama tembe-tipa
Glazba im je važna, i tokom cijele noći za vrijeme svečanosti se pleše uz bubnjeve, razlog može biti dobar ulov,  cirkumcizija ili poljoprivredni radovi.
Svoje predaje starci prenose usmenim putem, pričanjem priča djeci.
U mnogim svojim pričama Sandawe se identificiraju s malenim životinjicama, koje svojim lukavstvom i inteligencijom odnose pobjedu nad mnogo jačim neprijateljem. 
Religija Sandawa izvorno je animistička. Islam i rimokatolička vjera (5%) također imaju utjecaja, ali većina prakticira animizam i vjerovanje u mjesec. Mjesec je simbol života, on je izvor kiše i plodnosti. Središnje mjesto imaju i duhovi pećina koji žive u brdima. Lov ili čuvanje stoke nikada se ne odvija na mjestu gdje ima pećina, strah od ovih duhova je velik. Postoji i vjera u nekog velikog boga zvanog Warongwe, ali inače nema utjecaja na život na zemlji. 